# Poroton

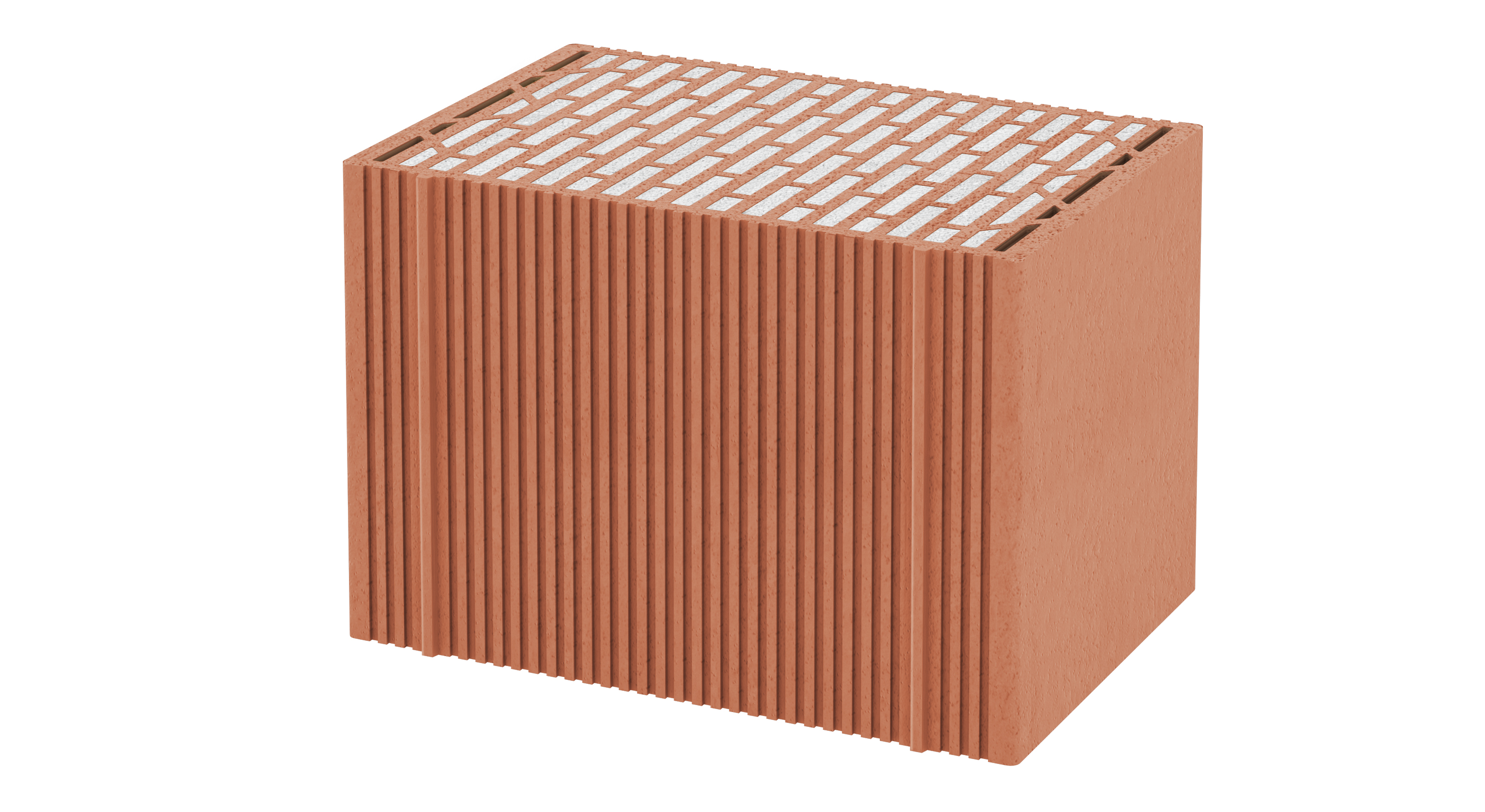
Hochlochziegel mit Perlitfüllung der Poroton-Gruppe.

Poroton ist eine Baustoffmarke für porosierte Lochziegel und Ziegelsysteme.

## Herstellung
Das Verfahren ist dadurch gekennzeichnet, dass bei der Verarbeitung von Ton und anderer Rohmasse kleine Kugeln aus Kunststoff (zum Beispiel Polystyrol) beigemischt werden, die während des Brennvorgangs verdampfen und entsprechende mit Luft gefüllte Hohlräume hinterlassen. Die durch diese Hohlräume bewirkte Porosierung des Ziegelmaterials führt zu einem geringeren Gewicht und zu einer besseren Wärmedämmung.

## Geschichte
Der porosierte Ziegel wurde vom schwedischen Ingenieur Sven Fernhof im Jahr 1958 entwickelt. Er meldete die Feinporosierung des keramischen Scherbens mit kleinsten Styropor-Kügelchen zum Patent an.
In Deutschland erfolgte die Eintragung der Marke Poroton am 20. Juni 1966. Poroton ist ein geschütztes Markenzeichen der Firma Oltmanns, die nach ihrer Insolvenz 1986 von der Wienerberger AG übernommen wurde. Oltmanns stellte das Markenzeichen Poroton dem Erfinder des porosierten Tons, Sven Fernhof, zur Vermarktung in der 1968 gebildeten Interessengemeinschaft Poroton zur Verfügung. Die Bezeichnung Poroton wurde am 29. Mai 1974 als Markenzeichen (Warenzeichen) für den Verband der Poroton-Hersteller e.V. eingetragen. Das Markenzeichen gehört nach wie vor dem heutigen Verband Deutsche Poroton.
Zur Vermarktung des Produkts wurde die Interessensgemeinschaft Poroton, die heutige Deutsche Poroton GmbH, ins Leben gerufen.
Die Entwicklung und Vermarktung des Poroton-Leichtziegels begann 1969. Die wärmedämmenden Leichtziegel ermöglichen in monolithischer Ziegelbauweise Außenwände zu errichten. Erste Lizenznehmer waren die Firmen Deplaz, Schlagmann Poroton, Bott und JUWÖ.
Steigende Ansprüche an den baulichen Wärmeschutz führten zur kontinuierlichen Weiterentwicklung. Lag der Rechenwert der Wärmeleitfähigkeit Anfang 1970 noch bei ca. 0,40 W/(m K), so haben hochwärmedämmende Poroton-Ziegel heute Werte von 0,07 W/(m K) (Poroton T7-P).

## Marke

Logo der Poroton

Es gibt 26 Poroton-Zulassungen sowie acht Patente und Gebrauchsmuster. In Deutschland werden in 15 Werken mit insgesamt rund 1.750 Mitarbeitern 335 verschiedene Poroton-Produktarten hergestellt.
Verbandsmitglieder dürfen aufgrund eines Lizenzvertrages ein für das Poroton-Verfahren erteiltes Patent nutzen und haben für die danach hergestellten Erzeugnisse ein Gebrauchsrecht an dem Markenzeichen Poroton.
Der Markenname ist eine Wortzusammensetzung aus „poröser Ton“.